# Pseudotephraea
Pseudotephraea är ett släkte av skalbaggar. Pseudotephraea ingår i familjen Cetoniidae.
Kladogram enligt Catalogue of Life:
| Pseudotephraea | \| \| Pseudotephraea ancilla \| \| \| \| \| \| Pseudotephraea cinereus \| \| \| \| |
|                | \| \| Pseudotephraea ancilla \| \| \| \| \| \| Pseudotephraea cinereus \| \| \| \| |
|                | Pseudotephraea ancilla                                                             |
|                |                                                                                    |
|                | Pseudotephraea cinereus                                                            |
|                |                                                                                    |